# Referèndum sobre l'adhesió de Txèquia a la Unió Europea
Els dies 13 i 14 de juny de 2003 es va celebrar a la República Txeca un referèndum sobre l'adhesió a la Unió Europea. La proposta va ser secundada pel 77,3% dels votants, amb una participació del 55,2%. La República Txeca va entrar a la UE l'1 de maig de 2004.
Els sondejos d'opinió previs al referèndum mostraven un suport a l'adhesió que oscil·lava entre el 63% i més del 70%, amb el major suport entre els més joves, els més rics i els més formats.
L'únic partit amb representació parlamentària que s'hi va oposar va ser el Partit Comunista de Bohèmia i Moràvia.